# 만추로사우루스
만추로사우루스(Mandschurosaurus)는 중생대 백악기 후기에 살았던 4족보행의 초식공룡이다. 조반목-조각아목-하드로사우루스과에 속한다. 아시아에서는 최초로 발견된 공룡화석으로, 몽골에서 발견되었다. 두개골은 폭이 넓고, 꼬리 끝부분은 곤봉모양으로 둥근 근육뭉치가 달려 있다. 전체 몸 길이는 약 8m이다.